# Biedafranciszkinidae
Biedafranciszkinidae es una familia de foraminíferos bentónicos de la superfamilia Turrilinoidea, del suborden Buliminina y del orden Buliminida. Su rango cronoestratigráfico abarca desde el Maastrichtiense (Cretácico superior) hasta el Ypresiense (Eoceno inferior).

## Discusión
Clasificaciones previas incluirían Biedafranciszkinidae en el suborden Rotaliina y/o orden Rotaliida.

## Clasificación
Biedafranciszkinidae incluye al siguiente género:
- Biedafranciszkina †